# Stigmastérol
Le stigmastérol est un phytostérol présent dans un grand nombre d'aliments, notamment dans les huiles de soja, de colza et de fève de Calabar.